# 福島県道227号下舘停車場線
福島県道227号下舘停車場線（ふくしまけんどう227ごう しもだてていしゃじょうせん）は、福島県耶麻郡猪苗代町にある一般県道である。

## 路線概要
- 起点：耶麻郡猪苗代町大字三郷字寺北7509-1
- 終点：耶麻郡猪苗代町大字三郷字長瀬2914-2
- 総延長：1.080 km[1]
  - 実延長：総延長に同じ
- 路線認定年月日：1959年8月31日[2]

路線名称の「下舘停車場」は1969年（昭和44年）廃止された磐梯急行電鉄会津下館駅のことであり、福島県内で唯一現存しない駅名が路線名称に用いられている路線である。

## 通過する自治体
- 耶麻郡猪苗代町

## 接続・交差する道路
- 福島県道323号野老沢川桁停車場線（三郷字寺北 起点）
- 国道115号（三郷字長瀬 終点）

## 沿線
- 磐梯急行電鉄会津下館駅 トイレ跡